# Natació als Jocs Olímpics d'estiu de 1912 - 400 metres braça masculins
Els 400 metres braça masculins va ser una de les nou proves de natació que es disputaren als Jocs Olímpics d'Estocolm de 1912. Era la segona vegada que es disputava aquesta prova en uns Jocs, després que el 1904 es disputessin les 440 iardes. La competició es disputà entre el 8 i el 12 de juliol de 1912. Hi van prendre part 17 nedadors procedents de 10 països.

## Medallistes
| Or                 | Plata              | Bronze               |
| Walter Bathe (GER) | Thor Henning (SWE) | Percy Courtman (GBR) |

## Rècords
Aquests eren els rècords del món i olímpic que hi havia abans de la celebració dels Jocs Olímpics de 1912.
| Rècord del Món |           | ?               |                 |                       |
| Rècord Olímpic | 7:23.6(*) | Georg Zacharias | St. Louis (USA) | 7 de setembre de 1904 |

(*) 440 iardes (= 402.34 m)
En la primera sèrie Thor Henning va establir un nou rècord olímpic amb un temps de 6:52.4 minuts. En la segona va ser superat per Paul Malisch amb un temps de 6:47.0 minuts. En la quarta sèrie fou Percy Courtman el que millorà el rècord olímpic amb 6:43.8 minuts. I encara, en la cinquena sèrie Walter Bathe el deixà en 6:34.6. En la primera semifinal Bathe i Henning superaren el rècord amb 6:32.0 minuts. Bathe el tornà a millorar en la final amb 6:29.6 minuts.

## Resultats

### Quarts de final
Dilluns 8 de juliol de 1912: Els dos primers de cada sèrie i el millor tercer passen a semifinals.
Sèrie 1
Oszkár Demján fou desqualificat per haver tocat la paret amb una sola mà al segon gir.
| Posició | Nedador               | Temps    | Qual. |
| ------- | --------------------- | -------- | ----- |
| 1       | Thor Henning (SWE)    | 6:52.4   | QS OR |
| 2       | George Innocent (GBR) | 7:07.8   | QS    |
| —       | Josef Wastl (AUT)     | DNF      |       |
| —       | Oszkár Demján (HUN)   | (6:35.8) | DSQ   |

Sèrie 2
| Posició | Nedador                | Temps    | Qual. |
| ------- | ---------------------- | -------- | ----- |
| 1       | Paul Malisch (GER)     | 6:47.0   | QS OR |
| 2       | Lennart Lindroos (FIN) | 7:03.0   | QS    |
| 3       | Nils Andersson (SWE)   | 7:17.0   |       |
| —       | Mike McDermott (USA)   | (7:07.0) | DSQ   |

Sèrie 3
| Posició | Nedador                    | Temps  | Qual. |
| ------- | -------------------------- | ------ | ----- |
| 1       | Wilhelm Lützow (GER)       | 6:49.8 | QS    |
| 2       | Félicien Courbet (BEL)     | 6:52.6 | QS    |
| 3       | Zeno von Singalewicz (AUT) | 7:04.0 | qs    |
| 4       | Frank Schryver (ANZ)       | 7:07.8 |       |

Sèrie 4
| Posició | Nedador                | Temps  | Qual. |
| ------- | ---------------------- | ------ | ----- |
| 1       | Percy Courtman (GBR)   | 6:43.8 | QS OR |
| 2       | Arvo Aaltonen (FIN)    | 6:48.8 | QS    |
| 3       | Vilhelm Lindgrén (FIN) | 7:12.6 |       |

Sèrie 5
| Posició | Nedador               | Temps  | Qual. |
| ------- | --------------------- | ------ | ----- |
| 1       | Walter Bathe (GER)    | 6:34.6 | QS OR |
| 2       | Georgy Baimakov (RUS) | 7:28.6 | QS    |

### Semifinals
Dijous 11 de juliol de 1912. Els dos primers de cada sèrie i el millor tercer passen a la final.
Semifinal 1
| Posició | Nedador                    | Temps  | Qual.  |
| ------- | -------------------------- | ------ | ------ |
| 1       | Walter Bathe (GER)         | 6:32.0 | QF OR  |
| 2       | Thor Henning (SWE)         | 6:32.0 | QF =OR |
| 3       | Percy Courtman (GBR)       | 6:36.6 | qf     |
| 4       | Félicien Courbet (BEL)     | 6:59.8 |        |
| —       | Zeno von Singalewicz (AUT) | DNF    |        |
| —       | Georgy Baimakov (RUS)      | DNS    |        |

Semifinal 2
| Posició | Nedador                | Temps  | Qual. |
| ------- | ---------------------- | ------ | ----- |
| 1       | Wilhelm Lützow (GER)   | 6:44.6 | QF    |
| 2       | Paul Malisch (GER)     | 6:47.6 | QF    |
| 3       | Arvo Aaltonen (FIN)    | 6:56.8 |       |
| 4       | Lennart Lindroos (FIN) | 7:02.4 |       |
| —       | George Innocent (GBR)  | DNF    |       |

### Final
Divendres 12 de juliol de 1912.
| Posició | Nedador              | Temps     |
| ------- | -------------------- | --------- |
| 1       | Walter Bathe (GER)   | 6:29.6 OR |
| 2       | Thor Henning (SWE)   | 6:35.6    |
| 3       | Percy Courtman (GBR) | 6:36.4    |
| 4       | Paul Malisch (GER)   | 6:37.0    |
| —       | Wilhelm Lützow (GER) | DNF       |